# La muerte busca un hombre
La muerte busca un hombre ist ein spanisch-italienisch koproduzierter, im deutschsprachigen Raum nicht aufgeführter Italowestern des Regisseurs José Luis Merino. Italienischer Titel ist Ancora Dollari per i MacGregor.

## Inhalt
Kopfgeldjäger George benutzt seine Frau Gladys als Köder, um gesuchte Banditen, deren Ablieferung beim Sheriff sich bezahlt macht, zu erwischen. Bei Joe Saxon geht der Plan schief: Dieser tötet Gladys. Bei der Abrechnung Georges mit diesem hilft ihm ein mysteriöser Fremder. Dann machen sich beide auf, den verrückten Ross Steward zu stellen, der einen Indianerstamm für sich arbeiten lässt.

## Kritiken
- „Merino hatte hier wohl noch weniger Geld zur Verfügung als in seinen vorherigen Arbeiten. Er versucht, dieses Manko mit ungewöhnlichen Zutaten auszugleichen: dem Marihuana rauchenden Gangsterchef, die Zauberin Yuma. Dazu einige gelungene Szenen und das Geheimnis um Peter Lee Lawrence...“ (übersetzt, aus: 800 Spaghetti Westerns)